# Dipoena rubella
Dipoena rubella là một loài nhện trong họ Theridiidae.
Loài này thuộc chi Dipoena. Dipoena rubella được Eugen von Keyserling miêu tả năm 1884.